# Anisozyga scitissimaria
Anisozyga scitissimaria là một loài bướm đêm trong họ Geometridae.